# والنتینا سرنویا
والنتینا سرنویا (انگلیسی: Valentina Cernoia؛ زادهٔ ۲۲ ژوئن ۱۹۹۱) بازیکن فوتبال اهل ایتالیا است.
از باشگاه‌هایی که در آن بازی کرده‌است می‌توان به باشگاه فوتبال زنان یوونتوس اشاره کرد.
وی همچنین در تیم‌های ملی فوتبال Italy women's national under-17 football team, Italy women's national under-19 football team، و زنان ایتالیا بازی کرده‌است.